# Nedlloyd
Die niederländische Reederei Nedlloyd bestand von 1970 bis Ende 1996.

## Geschichte
Die Wurzeln der Reederei gehen auf die 1963 gegründete Nedlloyd Lijnen NV der beiden Reedereien, Stoomvaart Maatschappij „Nederland“ und Koninklijke Rotterdamsche Lloyd zurück. Der Nedlloyd-Lijnen-Gemeinschaftsdienst umfasste 25 Schiffe und baute auf einer bereits  länger bestehenden Zusammenarbeit der beiden Reedereien auf.
Die beiden Gründungsreedereien behielten zunächst ihre Unabhängigkeit, wurden aber später durch die zunehmende Containerisierung der Seeverkehre und den damit einhergehenden Kapitalbedarf zu einer weitergehenden Kooperation gezwungen. Mit den Reedereien Koninklijke Java-China-Paketvaart Lijnen (KJCPL) und der Vereenigde Nederlandsche Scheepvaartmaatschappij (VNS) traten 1969 zwei weitere niederländische Partner in den Gemeinschaftsdienst ein. Im darauf folgenden Jahr fusionierten alle vier Unternehmen zur Nederlandse Scheepvaart Unie.
Im Jahr 1977 weihte die Gruppe das neue gemeinsame Verwaltungsgebäude in Rotterdam ein und änderte den Namen der Gesellschaft auf Koninklijke Nedlloyd Groep. 1981 wurden schließlich auch die Koninklijke Nederlandsche Stoomboot Maatschappij (KNSM), deren Tochtergesellschaft Koninklijke Hollandsche Lloyd (KHL)  und die Mammoet Transport KNSM in die Nedlloyd Gruppe eingegliedert.
Nachdem  1988 Zusammenarbeiten mit der US-amerikanischen Reederei Sealand und der britischen P&O begonnen wurde, beteiligte sich Nedlloyd schließlich im Dezember 1996 am britisch-niederländischen Joint Venture P&O Nedlloyd. Die Schwergutreederei Mammoth wurde im Jahr 2000 an das niederländische Unternehmen Van Seumeren verkauft. Im April 2004 erwarb Royal Nedlloyd alle Anteile an der P&O Nedlloyd und firmierte ab da als Royal P&O Nedlloyd. Ein gutes Jahr später, am 13. August 2005 erwarb die dänische Reederei A. P. Møller-Mærsk die Royal P&O Nedlloyd und gliederte das ehemals größte niederländische Schifffahrtsunternehmen im darauf folgenden Februar in die Mærsk Line ein.

## Fotogalerie

Nedlloyd Galerie
Die Hausflagge von Nedlloyd
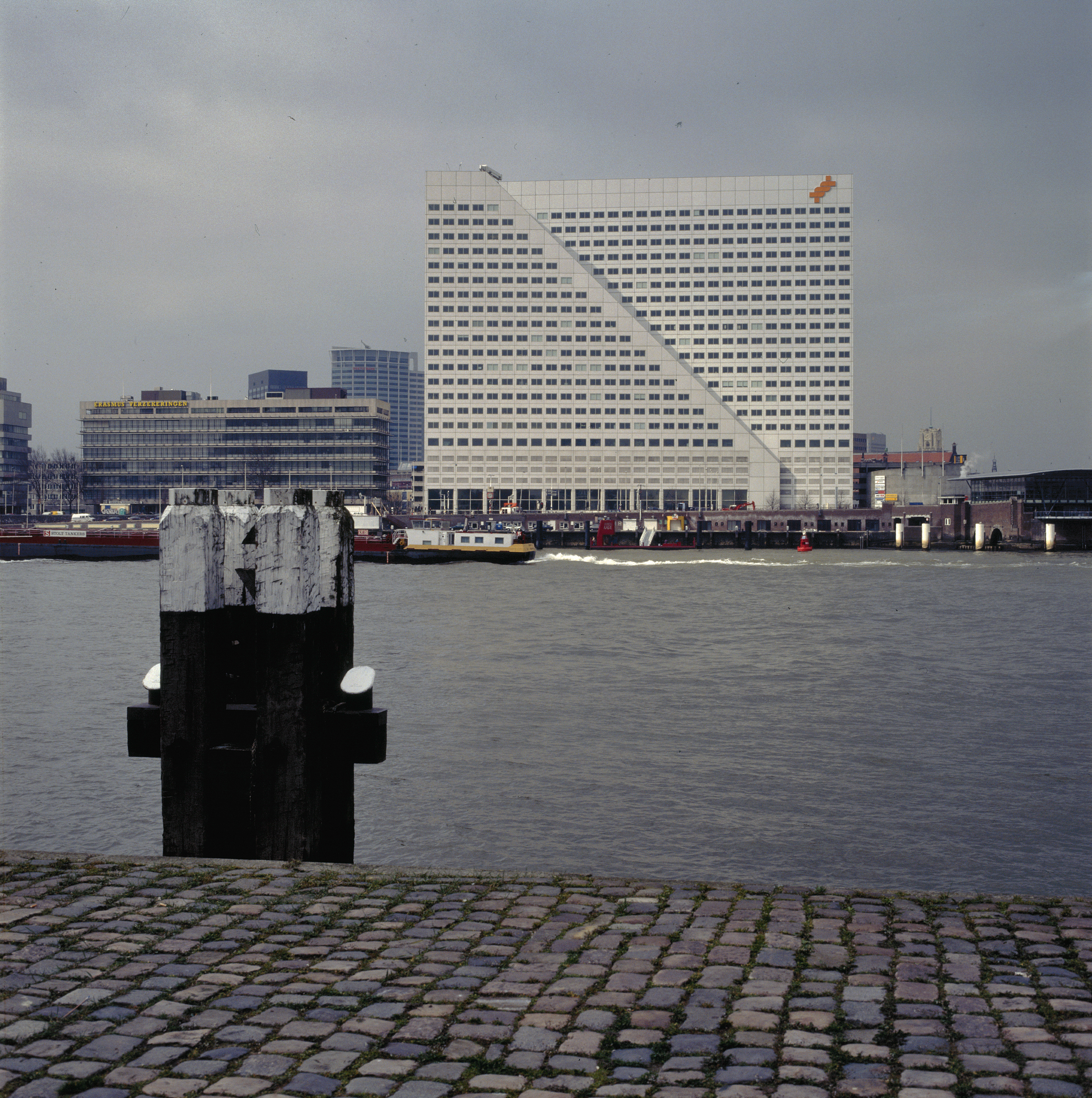
Ehemaliger Hauptsitz in Rotterdam
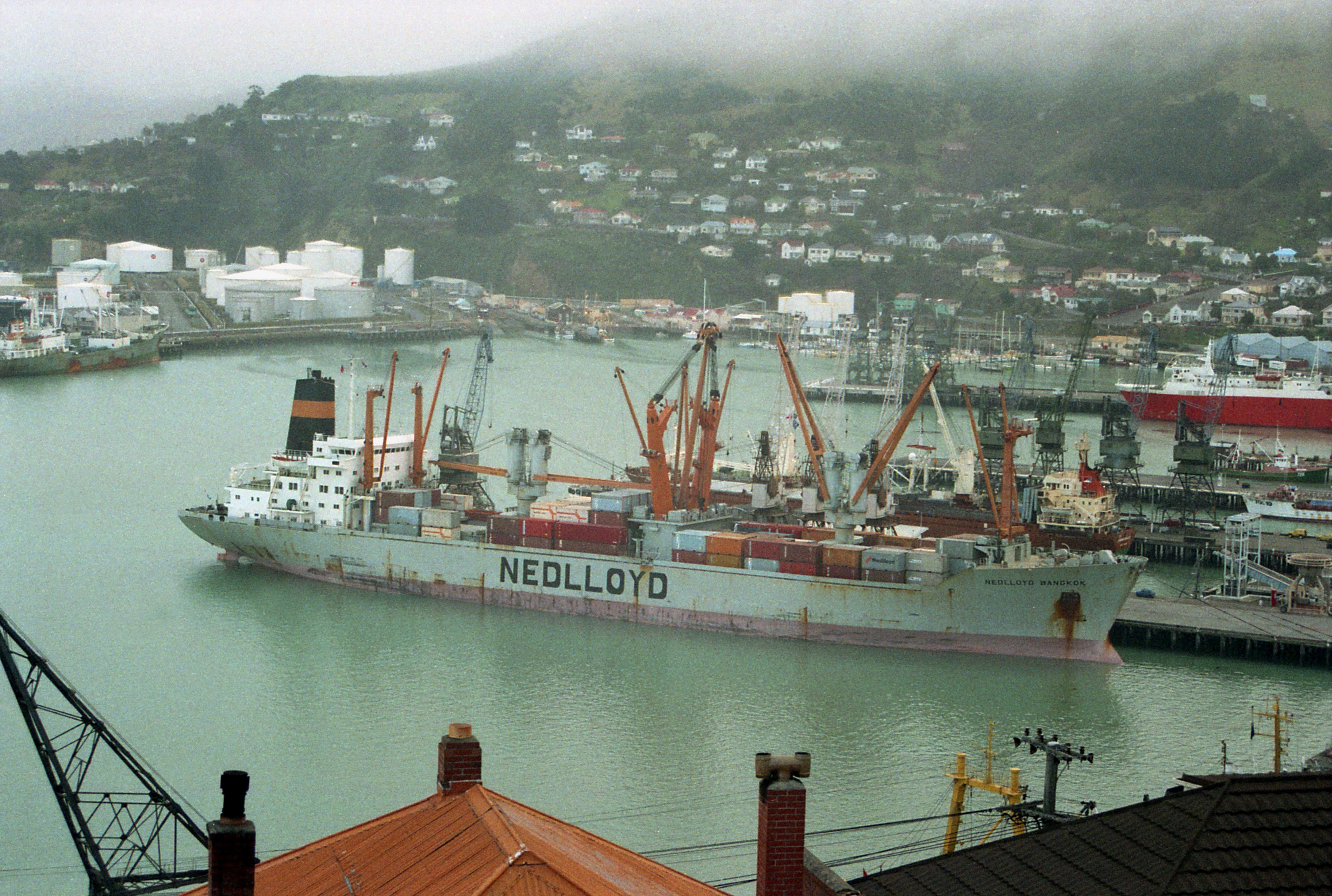
Die Nedlloyd Bangkok in Lyttelton, Neuseeland (1987)
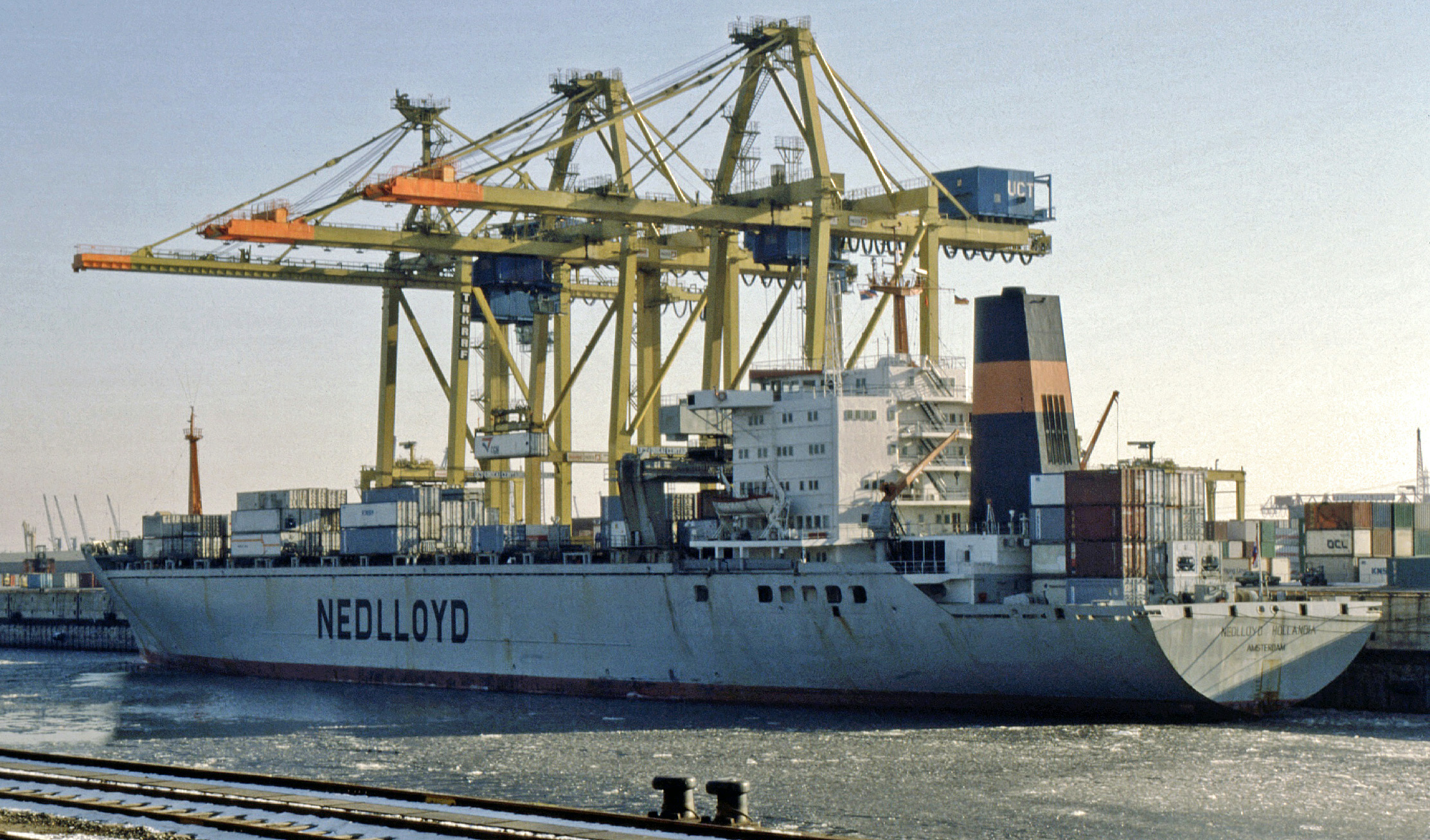
Die Nedlloyd Hollandia im Hafen von Hamburg (1986)
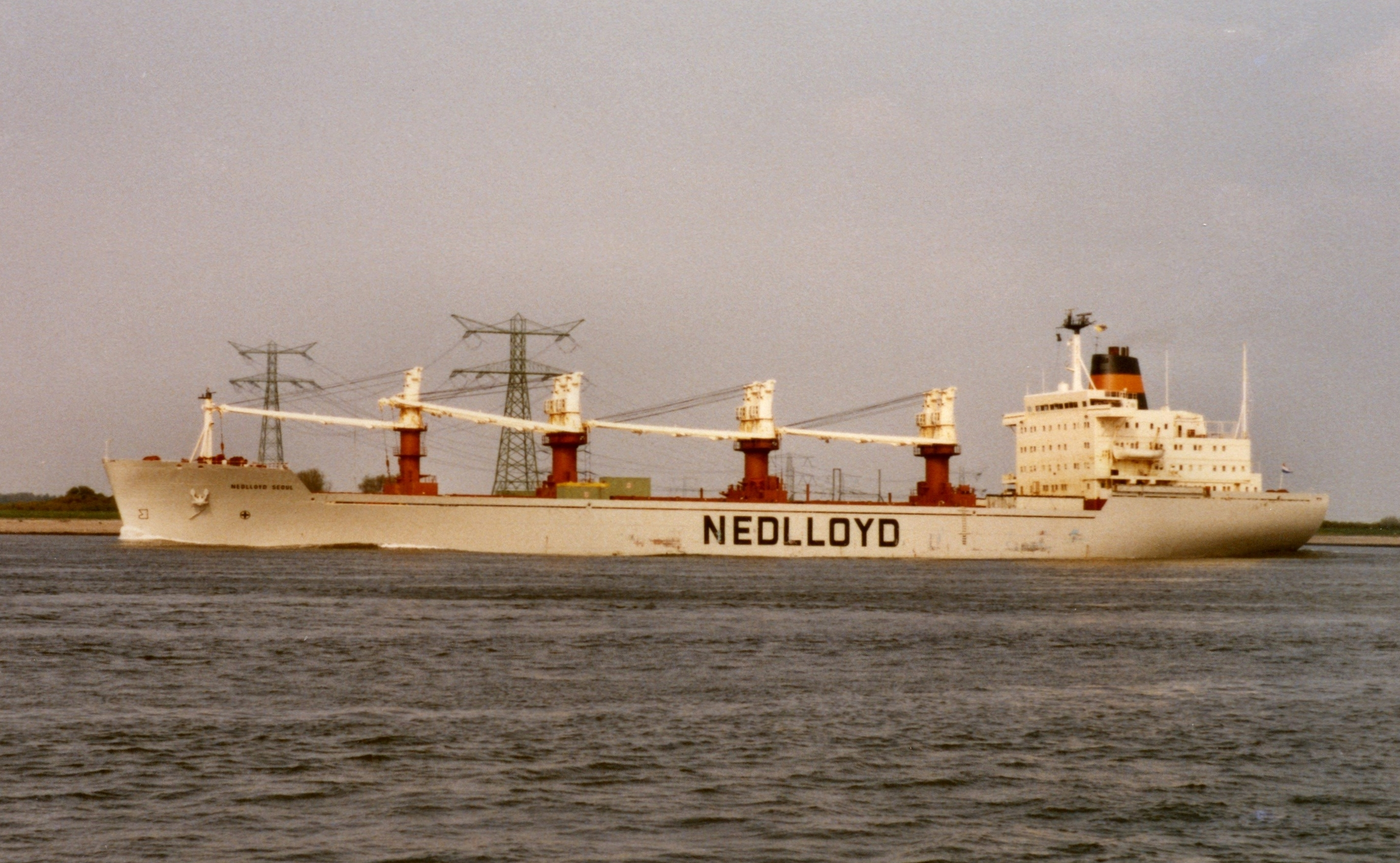
Die Nedlloyd Seoul auf der Nieuwe Waterweg (1985)